# Enskedebanan
Enskedebanan var en förortsbana i Stockholms stad som trafikerades med spårvagn åren 1909-1950. Banan byggdes successivt om under 1930- och 40-talet från konventionell spårvägslinje till att 1950 öppna som Stockholms första moderna tunnelbanelinje.

## Historik
Banan gick mellan Slussen och från 1926 hållplatsen Skarpnäck (vid dagens Talmansgränd i Enskededalen). Sluthållplats var före 1917 Kyrkogårdsvägen och 1917 till 1926 en hållplats vid vändslingan vid vagnhallen. Efter 1930 utnyttjades en del av sträckan också för Örbybanan. Linjen trafikerades mellan 1909 och 1950.
Från 1909 var det Stockholms Södra Spårvägs AB som trafikerade banan med linje 3. 1919 tog Stockholms Spårvägar över trafiken med linje 8. Sträckningen varierade något över åren, inte minst sträckan genom Södermalm. Efter att banan passerat Skansbron gick den i Hammarbybacken, nuvarande Arenavägen, Nynäsvägen, Sockenvägen till slutstationen vid nuvarande Talmansgränd. 
1911 gick tågen var 12:e minut på vardagarna och var 6:e minut på söndagarna. Samma år kostade enkel biljett 10 öre. Morgon och kväll gick särskilda arbetartåg där taxan var 5 öre. Där kunde industriarbetare åka utan att störa någon, eftersom det vid den tiden inte förekom att man bytte kläder på sin arbetsplats. Tågen luktade därefter. Vid begravningar på Södra Begravningsplatsen gick även särskilda begravningståg.
En enkel vagnhall med fasader av korrugerad plåt uppfördes 1909 i Enskede villastad. Denna ersattes 1915 av en större vagnhall, "Enskedehallen", av trä vid Sockenvägen 512-516 efter arkitekt Gunnar Asplunds ritningar. Den användes även av Örbybanan och några andra linjer. Hallen revs 1980.
Efter Södertunnelns invigning 1933 gick sträckan Skanstull–Slussen under jord. 1946 flyttades trafiken över den nya Skanstullsbron och via de blivande tunnelbanestationerna Johanneshov (Gullmarsplan), Hammarby (Skärmarbrink) och Sofielundsplan (Blåsut). Trafiken upphörde när tunnelbanan invigdes 1 oktober 1950 och ersattes av tunnelbanelinje 18 fram till Skogskyrkogården. Sträckan Dalarövägen–Skarpnäck ersattes med buss 18A.
Banan mellan Skarpnäck–Slakthuset–Skansbron fortsatte att användas fram till 1956 för in- och utgående spårvagnar som huserades i Enskedehallen. Banan från Ringvägen via Rutger Fuchsgatan-Skansbron-Hammarbybacken-Skärmarbrink till Hammarbyhallen, användes fram till 1967 för verkstadsbesök. Den "sista" spårvagnen i Stockholm gick denna sträcka där spårvagnarna ställdes upp efter högertrafikomläggningen för destruktion.

## Bilder

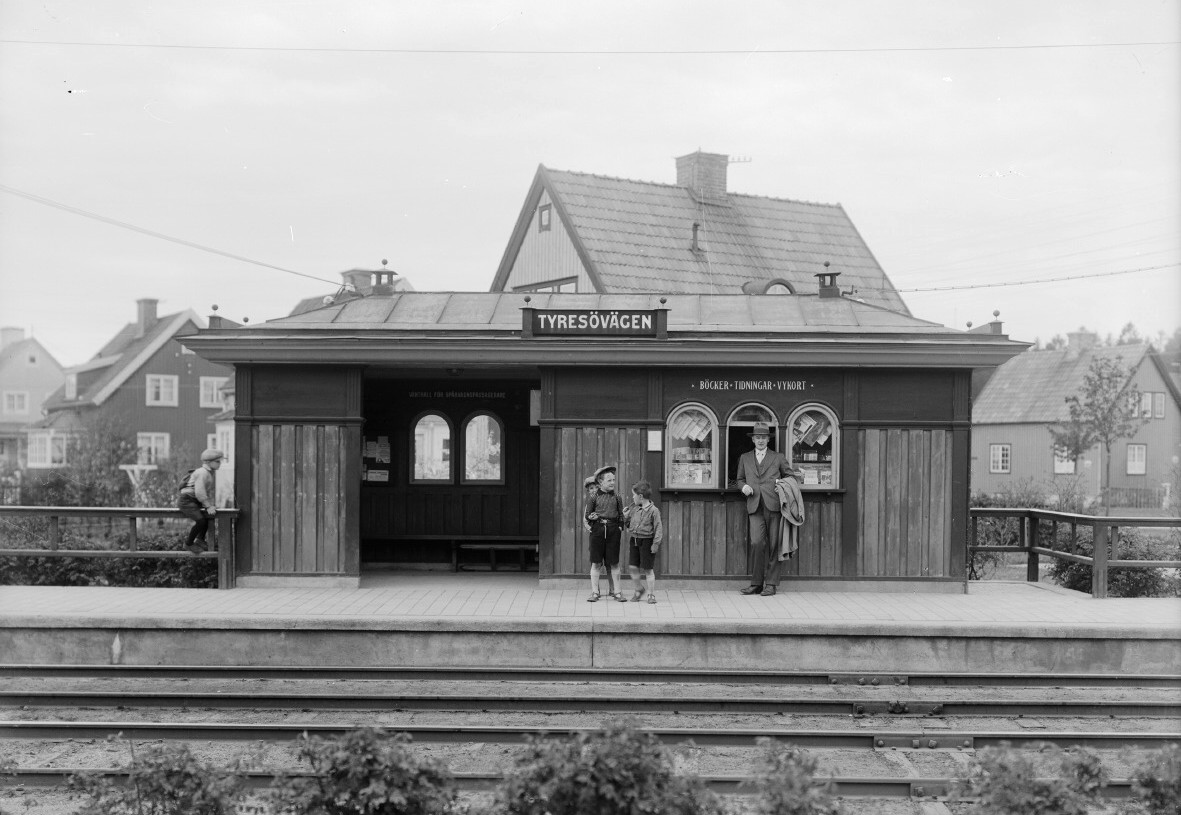
Tyresövägens hållplats i Enskededalen, 1931
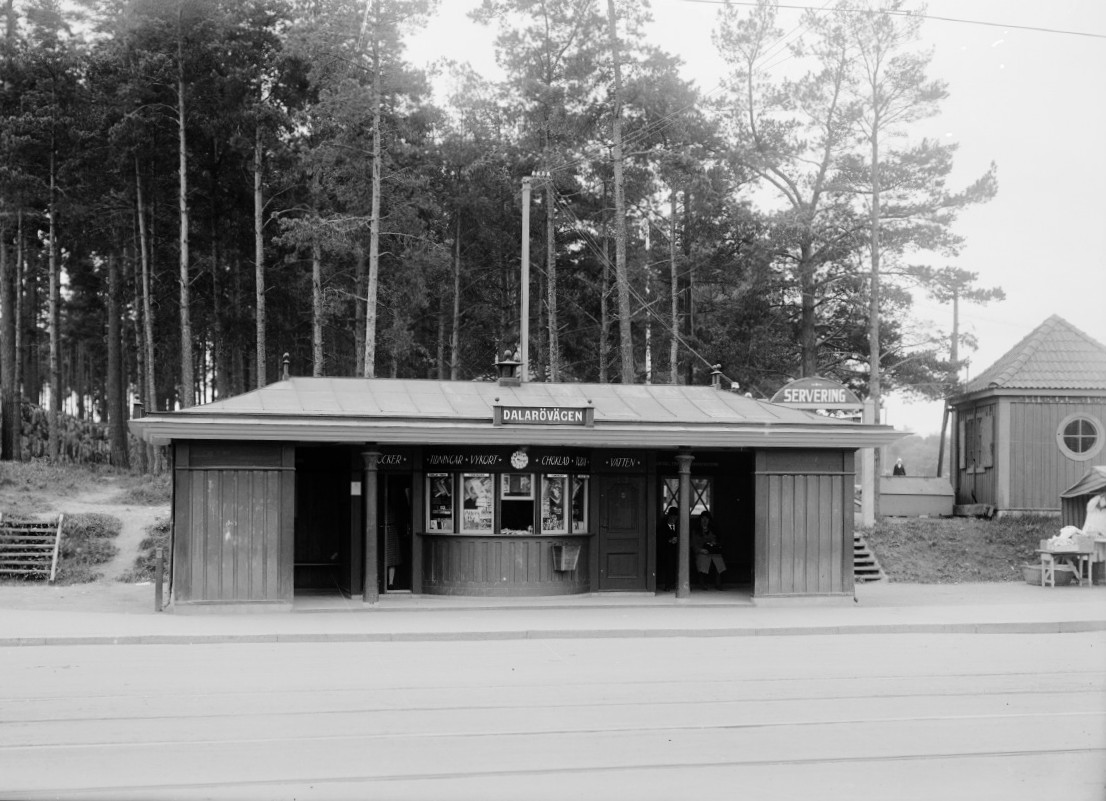
Hållplats "Dalarövägen", 1931
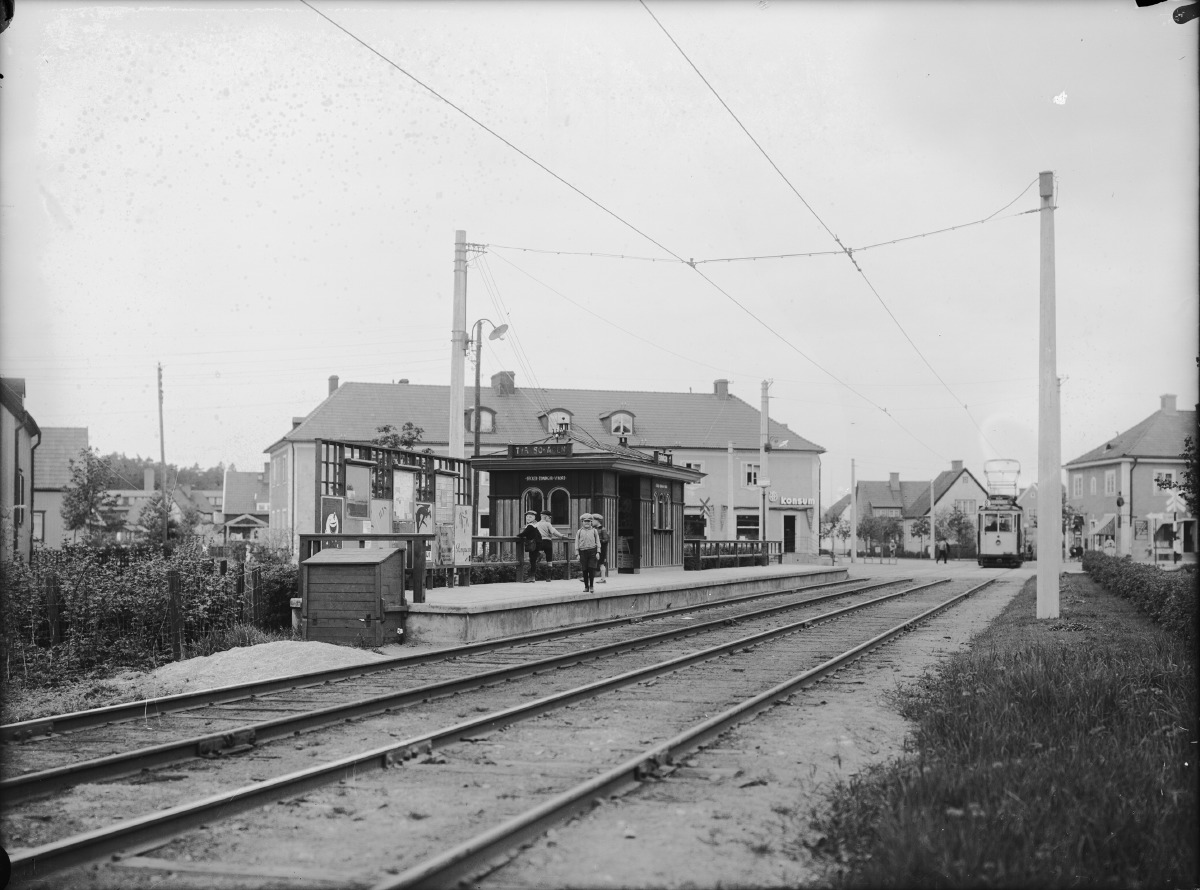
Tyresövägens hållplats 1931. I bakgrund Sockenvägen 532
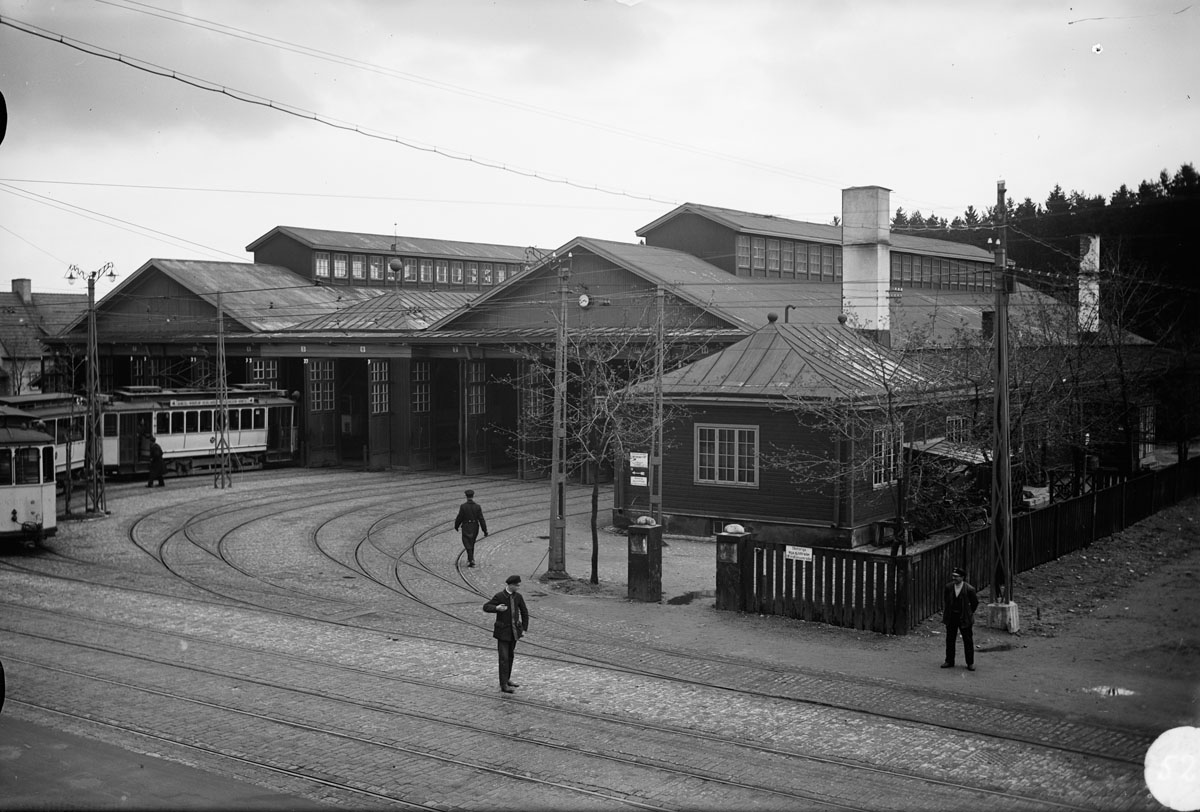
Enskedehallen 1927

## Hållplatser 1934
- Slussen
- Södra Bantorget
- Ringvägen
- Hammarbyleden, omedelbart söder om Skansbron
- Mårtensdal, nära Hammarby fabriksväg
- Skogshyddan, där Hammarbybacken och Arenavägen möts
- Slakthuset, vid korsningen Arenavägen-Palmfeltsvägen
- Enskedevägen
- Kyrkogårdsvägen, heter numera Stora Gungans Väg
- Källvägen
- Dalarövägen, vid nuvarande tunnelbanestation Skogskyrkogården
- Åkervägen
- Tyresövägen, nuvarande Gamla Tyresövägen 371
- Skarpnäck, nuvarande Talmansgränd 2